# Dasyatis brevicaudata
Espèce
Statut de conservation UICN

 LC  : Préoccupation mineure
Dasyatis brevicaudata (en anglais, Smooth stingray) est une raie de la famille des Dasyatidae. Elle est de la même famille que les raies pastenagues communes.

## Description
C'est une raie pourvue d'un dard venimeux d'environ 20 centimètres qui se trouve à la base de la queue qui mesure environ 2 m. 
Elle peut mesurer plus de 4 m de long. Son envergure atteint 2 m et son poids maximal est de l'ordre de 350 kg. Avec sa couleur oscillant entre le gris et le noir au-dessus et des teintes plus pâles en dessous, elle est semblable à Dasyatis thetidis mais possède en plus une rangée de points blancs près des yeux.

## Répartition

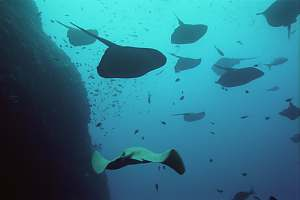
Un groupe de raies Dasyatis brevicaudata en Nouvelle-Zélande.

On la trouve dans les mers peu profondes d'Australie, de Nouvelle-Zélande et d'Afrique du Sud.

## Particularité
Cette espèce est venimeuse et dangereuse. La pastenague ou tare possède un aiguillon venimeux dont la piqûre peut être mortelle. L'animateur de télévision et propriétaire de zoo Steve Irwin fut mortellement blessé par cette raie lors du tournage d'un film sous-marin sur la Grande Barrière de corail le 4 septembre 2006.